# Скотт, Лори
Лоуренс «Лори» Скотт (англ. Lawrence "Laurie" Scott; 23 апреля 1917 — 18 июля 1999) — английский футболист, игравший на позиции защитника (правого фулбэка) за клубы «Брэдфорд Сити», «Арсенал» и «Кристал Пэлас». Провёл 17 матчей за сборную Англии. После карьеры игрока — тренер клубов «Кристал Пэлас», «Хендон» и «Хитчин Таун».

## Биография
Родился 23 апреля 1917 года в Шеффилде. Воспитанник школы клуба «Брэдфорд Сити» (пришёл туда в возрасте 14 лет). В составе «Брэдфорда» начинал карьеру на позиции вингера, но позже стал фулбэком: сыграл всего 39 матчей за команду (в том числе два сезона во Втором дивизионе Футбольной лиги). В феврале 1937 года «Арсенал» обменял его на Эрни Такетта, однако Скотт отыграл первые два года только в резерве команды, поскольку проигрывал конкуренцию Джорджу Мэйлу и Эдди Хэпгуду.
Во время Второй мировой войны Скотт служил в Военно-воздушных силах в качестве инструктора по физподготовке; на правах приглашённого игрока выступал за команды ВВС, «Арсенал» и «Шеффилд Юнайтед», а также играл за сборную Англии в неофициальных матчах в военное время. В военные годы он сыграл 191 неофициальный матч за «Арсенал» и ещё 16 матчей за сборную Англии.
В послевоенные годы Скотт стал одним из лучших фулбэков (играл на правом фланге) в английской сборной, отличавшимся высокой скоростью и хладнокровием при работе с мячом. Его официальный дебют за «Арсенал» состоялся в 1946 году в матче Кубка Англии, а дебют в Футбольной лиге — в сезоне 1946/1947. В сентябре 1947 года также состоялся дебют Скотта в сборной Англии матчем против Ирландии. Сезон 1947/1948 принёс Скотту победу чемпионство в составе «Арсенала», однако затем у него был диагностирован аппендицит, а в игре 10 ноября 1948 года против Уэльса он повредил колено, из-за чего выбыл до конца сезона 1948/1949. Матч против Уэльса стал последним в его карьере игрока.
В дальнейшем Скотт играл крайне редко, хотя в 1950 году вышел в стартовом составе на финал Кубка Англии, в котором «Арсенал» взял верх над «Ливерпулем» со счётом 2:0. Благодаря успешной игре за вторую сборную Англии он попал в заявку англичан на чемпионат мира 1950 года, однако к тому моменту не играл два года за основную сборную: позицию правого защитника занял Альф Рамсей, а на турнире Скотт не сыграл ни минуты (англичане не вышли в финальный групповой раунд). В сезоне 1950/1951 он сыграл 17 матчей за «Арсенал», однако из-за травм перестал попадать в основной состав, проигрывая конкуренцию Уолли Барнсу. Всего он сыграл 127 официальных матчей за «Арсенал» и 17 матчей за сборную Англии: в сборной он играл в связке с Джорджем Хардуиком из «Мидлсбро».
В октябре 1951 года Скотт стал играющим тренером клуба «Кристал Пэлас», тренером которых был ещё три года, но успехов не добился. В конце сезона 1953/1954 клуб подал заявку на возвращение в Футбольную лигу, но к тому моменту Скотт ушёл из клуба, продолжив работу с любительскими клубами «Хендон» и «Хитчин Таун»: с последним он дважды выходил в полуфинал Любительского кубка Англии. Вне карьеры тренера он работал торговым представителем команды, поставлявшей аппаратное обеспечение, а также играл за сборную звёзд Showbiz XI. На пенсии с 1984 года.
Был женат: со своей супругой Джерри проживал в Лондоне, а затем переехал в Хойландсуэйн (у Барнсли). Их единственная дочь Валери погибла, когда ей было 10 лет. Сам Скотт скончался 18 июля 1999 года после продолжительной болезни.

## Достижения
- Чемпион Англии: 1937/1938, 1947/1948
- Обладатель Кубка Англии: 1949/1950
- Обладатель Суперкубка Англии: 1938, 1948